# Zack Mosley
Zack Terrell Mosley (1906-1993) est un auteur de bande dessinée réaliste américain, surtout connu pour son comic strip d'aviation Smilin' Jack, qu'il a animé de 1933 à 1973 avant de se consacrer à la publicité.